# José Luis Villán
José Luis Villán (Córdoba, 12 de diciembre de 1960) es un militar argentino en situación de retiro con el grado de almirante. Fue jefe del Estado Mayor General de la Armada (JEMGA) desde el 18 de diciembre de 2017 hasta el 28 de febrero de 2020.
Se destaca que José Luis Villán pertenece a la Infantería de Marina, una especialidad de la cual cuyos miembros nunca habían ejercido el máximo cargo de conducción la Armada. Otra particularidad, es que, al asumir Villán en su cargo, los dos principales jefes navales eran provenientes del área de Infantería de Marina, puesto que el subjefe del Estado Mayor General de la Armada era el vicealmirante Miguel Ángel Máscolo pertenece también de esta especialidad.

## Carrera
Tras finalizar sus estudios secundarios, Villán ingresó a la Escuela Naval Militar en 1978. Egresó de dicha institución el 1 de enero de 1982 como guardiamarina de la Infantería de Marina.

### Capacitación
En calidad de guardiamarina en comisión hizo el viaje de instrucción de 1981 en la fragata ARA Libertad. Finalmente egresó como guardiamarina de la Escuela Naval Militar el 1 de enero de 1982. Pertenece a la promoción 111 de dicha academia militar.
Hizo el curso Básico y Aplicativo en la Escuela de Oficiales de la Armada y con posterioridad en también cursó en la Escuela de Guerra Anfibia en los Estados Unidos de América.
Siendo teniente de navío se diplomó como oficial de Estado Mayor de la Escuela de Guerra Naval. También se diplomó de la Escuela Superior de Guerra Conjunta y realizó, además, el curso de Comando y Estado Mayor en la Escuela de Guerra Naval.
Finalmente, también realizó el Curso de Estrategia y Conducción Superior en la Escuela Superior de Guerra Conjunta.

### Destinos militares
Entre sus destinos de mayor relevancia se destacan:
- Batallón de Infantería de Marina N.º 5.
- Batallón Comando y Apoyo Logístico de la Brigada de Infantería de Marina N.º 1.
- Batallón de Infantería de Marina N.º 2.
- Batallón de Infantería de Marina N.º 3.
- Batallón de Seguridad de la Base Naval Puerto Belgrano.
- Batallón de Seguridad del Estado Mayor General de la Armada.
- Fuerza de Infantería de Marina de la Flota de Mar.
- Agregado naval en los Estados Unidos.
- Misión Naval en Paraguay.
- Comandante conjunto de las Fuerzas Argentinas en Haití.
- Director de Planes de la Armada Argentina.
- Director de Relaciones Institucionales de la Armada.
- Agregado naval en la República Federativa de Brasil.

Más tarde cumplió altos cargos dentro del Estado Mayor General de la Armada, el Estado Mayor Conjunto de las Fuerzas Armadas y en el Ministerio de Defensa. Antes de ser nombrado de manera provisional como jefe del Estado Mayor de la Armada, Villán ejerció como subjefe del Estado Mayor Conjunto de las Fuerzas Armadas. Asumió el 4 de mayo de 2017 y ejerció el mismo hasta el 13 de abril de 2018, por lo que ejerció por unos meses un doble mando: jefatura de la Armada y subjefatura del Estado Mayor Conjunto.
José Luis Villán fue ascendido a contralmirante el 22 de diciembre de 2013, mientras que el 31 de diciembre de 2016 se lo promovió al grado de vicealmirante. En diciembre de 2018, fue ascendido a almirante.

### Jefe del Estado Mayor General de la Armada
El 15 de diciembre de 2017 el ministro de Defensa Oscar Aguad solicitó al almirante Marcelo Srur su pase a retiro, tras la desaparición del submarino ARA San Juan. Por este suceso, Srur había quedado señalado como uno de sus principales responsables. 
Además, la decisión del saliente almirante de pasar a disponibilidad a dos altos oficiales navales por su presunta responsabilidad  en la suerte del submarino generó una crisis interna dentro del Almirantazgo de la Armada en la que tuvieron lugar una sucesión de pedido de pases a retiro en solidaridad con los dos oficiales cesanteados. El retiro se hizo efectivo el lunes 18 de diciembre y en su lugar se lo designó al vicealmirante José Luis Villán. 
El cambio de jefes navales no implicó el abandono de las tareas de búsqueda del submarino extraviado.
Inicialmente, su designación como nuevo titular de la Marina de Guerra fue publicada en el Boletín Oficial de la República Argentina bajo la Resolución 1245-E/2017 del Ministerio de Defensa y firmada por Oscar Aguad el 20 de diciembre de 2017. Allí se destaca que fue designado de forma interina para ejercer el cargo de jefe de Estado Mayor General de la Armada hasta que el presidente Mauricio Macri designase de modo definitivo a un oficial superior para dicho puesto.
El nombramiento de Villán como titular de la Armada pretendió no sólo restablecer nuevamente la cadena de mandos, sino también evitar un purga masiva de la actual cúpula naval y un quiebre entre ésta y la nueva camada de contralmirantes de 2018.
Mientras ejerció como jefe de Estado Mayor interino desde diciembre de 2017, el marino también retuvo su cargo de subjefe del Estado Mayor Conjunto de las Fuerzas Armadas hasta el 13 de abril de 2018.
El 28 de septiembre de 2018, el vicealmirante José Luis Villán fue designado de manera efectiva como jefe del Estado Mayor General de la Armada por medio del decreto 869/2018.
El día 7 de enero de 2019 se publicó el decreto 23/2019 en el cual se promovió a José Luis Villán al grado de Almirante con fecha retroactiva al 28 de septiembre de 2018.

### Recambio de cúpulas militares y pase a retiro
Tras poco más de dos meses de haber jurado como presidente, Alberto Fernández dispuso el recambio de las autoridades militares de las tres fuerzas armadas el 22 de febrero de 2020. Las nuevas autoridades designadas por el jefe de Estado fueron el general de brigada Juan Martín Paleo como jefe del Estado Mayor Conjunto; el general de brigada Agustín Humberto Cejas en calidad de jefe del Ejército; el brigadier Xavier Isaac como comandante de la Fuerza Aérea; el contralmirante Julio Guardia como nuevo titular de la Armada en reemplazo de Villán.
Julio Guardia juró como nuevo titular de la Jefatura del EMGARA el 28 de febrero de 2020 y con este recambio, tras el retiro del subjefe de la Armada Eduardo Fondevila Sancet, no quedan más veteranos de la Guerra de Malvinas en actividad en su fuerza.

## Distintivos y condecoraciones
- Distintivo Cuerpo de Comando - Escalafón Infantería de Marina (Escuela Naval Militar)
- Curso de Comando y Estado Mayor (Escuela de Guerra Naval)
- Curso de Estado Mayor Conjunto (Escuela Superior de Guerra Conjunta)
- Distintivo Escuela de Guerra Anfibia otorgado por del Cuerpo de Marines de los Estados Unidos.[3]
- Distintivo Embajada Argentina en Paraguay de parte de Cancillería.[3]
- Medalla al Mérito Académico otorgada por la República del Paraguay.[3]
- Medalla de las Naciones Unidas por su papel en la Misión de Paz en la República de Chipre.[3]
- Medalla de las Naciones Unidas otorgada por las funciones desempeñadas en la Misión de Estabilización de las Naciones Unidas en Haití
- Medalha Mérito do Estado-Maior Conjunto das Forças Armadas (Brasil)[19]